# Апостол Олександр Петрович
Олександр Петрович Апостол (нар. 31 серпня 1928, тепер Могилів-Подільського району Вінницької області — ?) — український радянський діяч, новатор сільськогосподарського виробництва, тракторист, ланковий механізованої ланки колгоспу «Україна» Могилів-Подільського району Вінницької області. Депутат Верховної Ради УРСР 7-го скликання.

## Біографія
Народився в селянській родині. Закінчив училище механізаторів.
Працював трактористом колгоспу «Україна» Могилів-Подільського району Вінницької області.
З 1961 року — ланковий механізованої ланки юрковецької комплексної бригади колгоспу «Україна» села Юрківці (центральна садиба у селі Серебрії) Могилів-Подільського району Вінницької області. Вирощував високі врожаї кукурудзи. У 1966 році ланка Олександра Апостола одержала по 63 центнери кукурудзи в зерні з гектара на площі 100 га.
Потім — на пенсії у селі Юрківцях Могилів-Подільського району Вінницької області.

## Нагороди
- орден Леніна (23 червня 1966)
- ордени
- медалі